# امفرویل، کالواداس
امفرویل، کالواداس (به فرانسوی: Amfreville, Calvados) یک کمون در فرانسه است که در Canton of Cabourg واقع شده‌است.

## خصوصیات
امفرویل ۶٫۰۶ کیلومترمربع مساحت و ۱٬۱۸۸ نفر جمعیت دارد و ۵۰ متر بالاتر از سطح دریا واقع شده‌است.